# Micropolypodium plicatum
Micropolypodium plicatum là một loài dương xỉ trong họ Polypodiaceae. Loài này được A.R. Sm. A.R. Sm. mô tả khoa học đầu tiên năm 1992.